# Bank Państw Afryki Środkowej
Bank Państw Afryki Środkowej (BEAC, fr. Banque des Etats de l'Afrique Centrale) – bank centralny odpowiedzialny za emisję pieniądza i politykę pieniężną w sześciu państwach Afryki Środkowej, z których większość była dawniej koloniami francuskimi. Wspólną walutą używaną na terenie państw członkowskich jest środkowoafrykański frank CFA. Bank rozpoczął działalność w 1972 roku, a jego siedziba mieści się w Jaunde w Kamerunie.

## Członkowie
- Czad
- Gabon
- Gwinea Równikowa
- Kamerun
- Kongo
- Republika Środkowoafrykańska